# عین بابوش
عین بابوش (به عربی: عين بابوش) یک شهرداری در الجزایر است که در استان ام‌البواقی واقع شده‌است.
 عین بابوش  ۱۴٬۵۹۷ نفر جمعیت دارد.